# Adriaen Hanneman
Adriaen Hanneman (1603 – L'Aia, 11 luglio 1671) è stato un pittore olandese, noto per la sua attività di ritrattista delle corte inglese in esilio. Il suo stile rimanda a quello del pittore Antoon van Dyck.
Hanneman è nato a L'Aia, dove ha cominciato la sua carriera pittorica presso la bottega di Anthony van Ravestyn, poi presso Daniel Mytens. Tra il 1626 e il 1638 si portò in Inghilterra, alla corte degli Stuart. Nel 1632 van Dyck arrivò a Londra e influenzò notevolmente lo stile pittorico ritrattistico di Hanneman. Tornato a L'Aia lavorò nella città olandese sino alla morte. Nel 1640 venne iscritto alla gilda di San Luca, di cui fu decano nel 1669. Tra i ritratti più celebri si ricordano:
- Huyghens e i suoi figli, 1640, Mauritshuis, L'Aia
- Jan de Witt, 1652, Museum Boijmans Van Beuningen, Rotterdam
- Autoritratto, 1656, Rijksmuseum, Amsterdam

## Galleria d'immagini

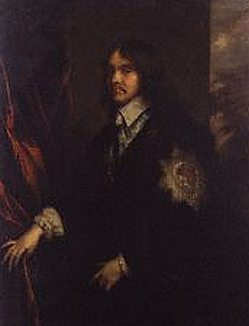
Ritratto del secondo duca di Hamilton
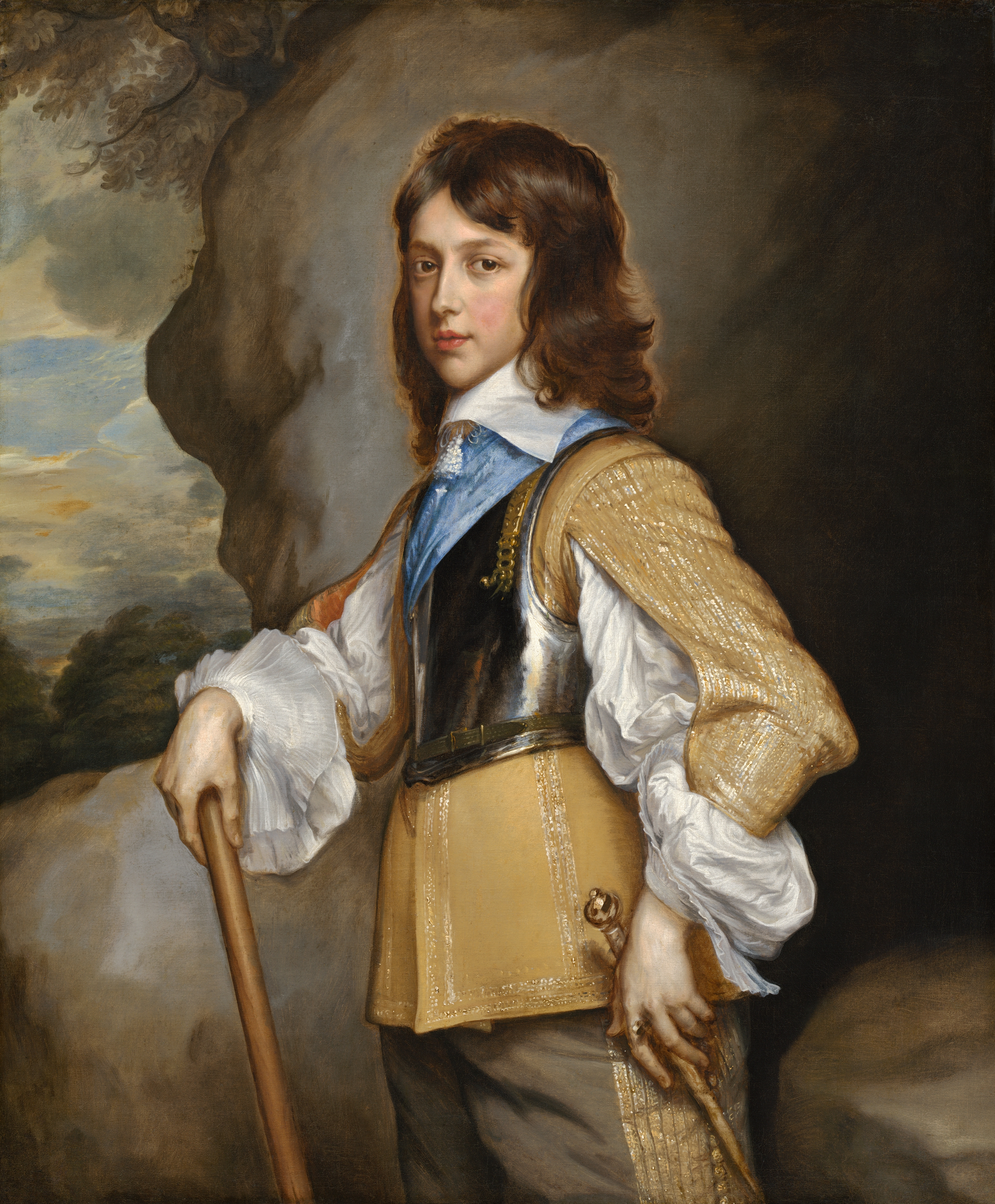
Enrico Stuart (attribuzione incerta)
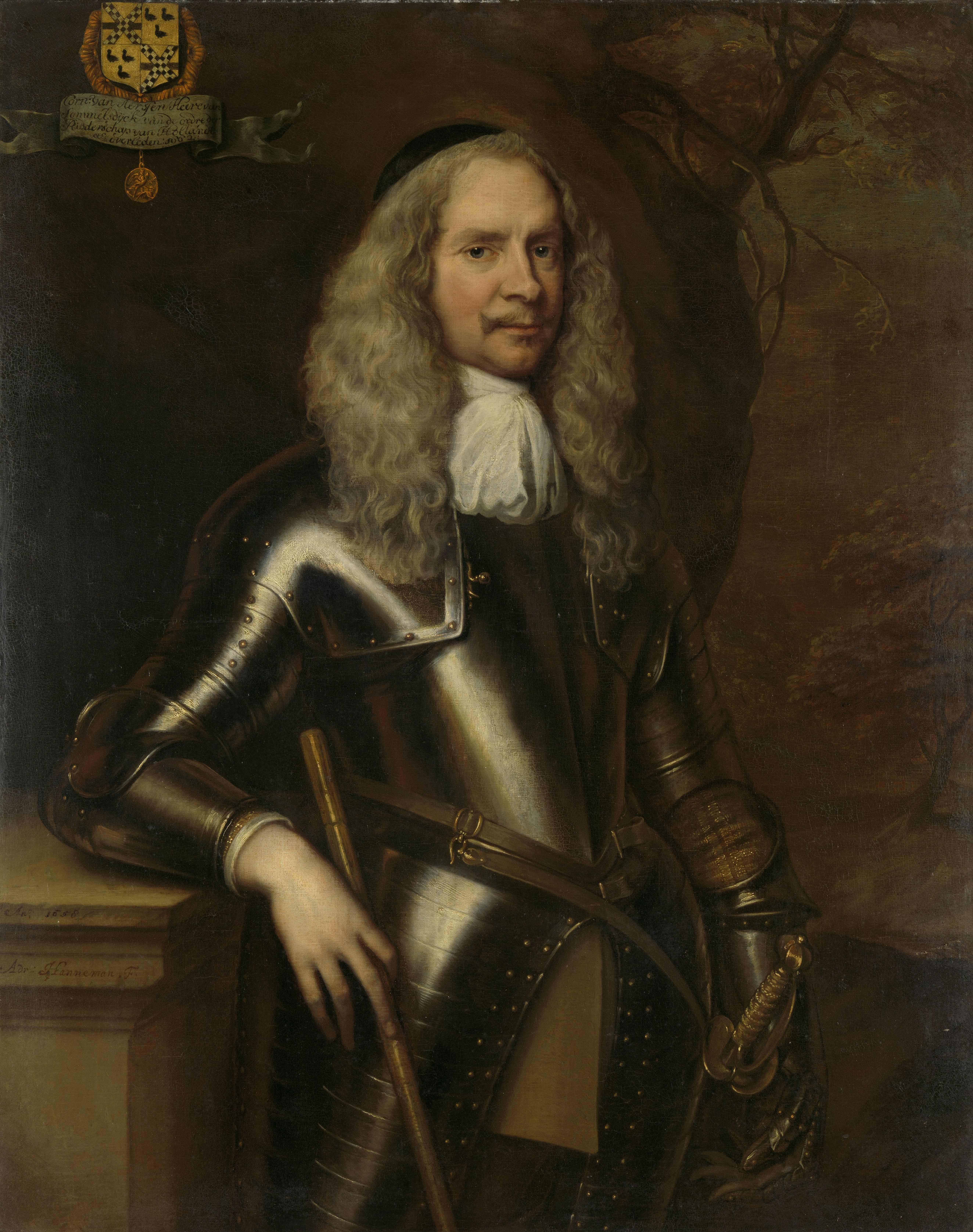
Cornelis van Aerssen van Sommelsdijck
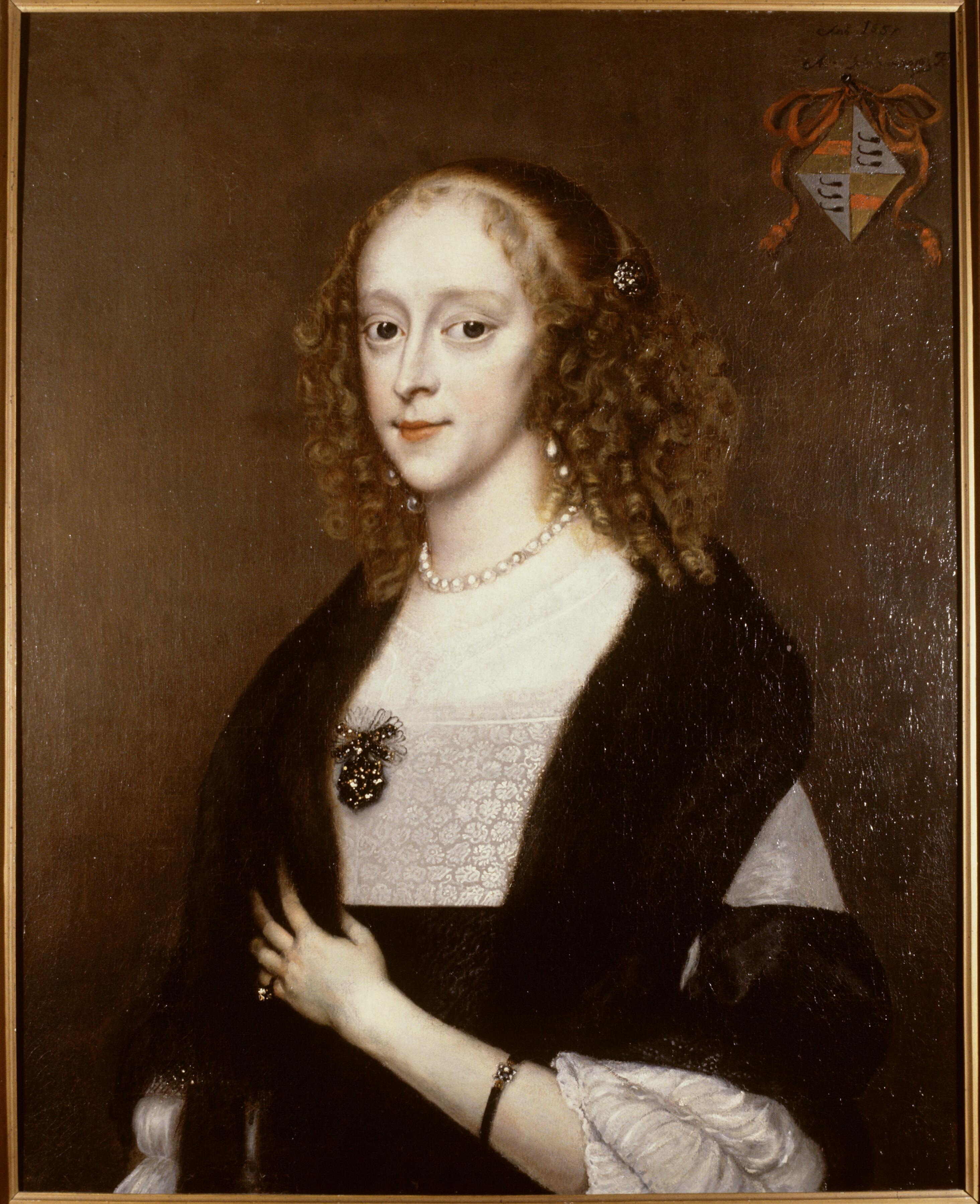
Wendela Bicker